# 5-O-(4-kumaroil)-D-hinat 3'-monooksigenaza
5-O-(4-kumaroil)--hinat 3'-monooksigenaza (EC 1.14.13.36, 5-O-(4-kumaroil)-D-hinat/šikimat 3'-hidroksilaza, kumaroilhinat(cumaroilšikimat) 3'-monooksigenaza) je enzim sa sistematskim imenom trans-5-O-(4-kumaroil)-D-hinat,NADPH:kiseonik oksidoreduktaza (3'-hidroksilacija). Ovaj enzim katalizuje sledeću hemijsku reakciju
-5-O-(4-kumaroil)-D-hinat + + + O2 {\displaystyle \rightleftharpoons } trans-5-O-kafeoil-D-hinat + + + 2O
Ovaj enzim takođe deluje na trans-5-O-(4-kumaroil)šikimat.

## Literatura
- Nicholas C. Price; Lewis Stevens (1999). Fundamentals of Enzymology: The Cell and Molecular Biology of Catalytic Proteins (Third изд.). USA: Oxford University Press. ISBN 019850229X.
- Eric J. Toone (2006). Advances in Enzymology and Related Areas of Molecular Biology, Protein Evolution (Volume 75 изд.). Wiley-Interscience. ISBN 0471205036.
- Branden C; Tooze J. Introduction to Protein Structure. New York, NY: Garland Publishing. ISBN 0-8153-2305-0.
- Irwin H. Segel. Enzyme Kinetics: Behavior and Analysis of Rapid Equilibrium and Steady-State Enzyme Systems (Book 44 изд.). Wiley Classics Library. ISBN 0471303097.

## Spoljašnje veze
- 5-O-(4-coumaroyl)-D-quinate+3'-monooxygenase на 